# Sinh cảnh đại dương
Môi trường đại dương cung cấp rất nhiều dạng sinh cảnh giúp nuôi sống sự sống dưới đại dương. Sự sống dưới đại dương phụ thuộc một phần vào nguồn nước mặn dưới biển. Một sinh cảnh là một khu vực sinh thái học hoặc môi trường tự nhiên có một hoặc nhiều sinh vật sinh sống.
Sinh cảnh đại dương có thể được chia thành sinh cảnh ven bờ và sinh cảnh dưới lòng đại dương. Sinh cảnh ven bờ nằm ở các khu vực kéo dài từ nơi xa nhất mà thủy triều đi vào trên bờ biển ra tới rìa của thềm lục địa. Hầu hết sự sống dưới đại dương được tìm thấy ở sinh cảnh ven bờ, mặc dù khu vực thềm lục địa chỉ chiếm khoảng bảy phần trăm tổng số diện tích đại dương. Sinh cảnh trong lòng đại dường được tính từ ngoài rìa thềm lục địa trở ra.
Đồng thời, sinh cảnh đại dương cũng có thể được chia thành tầng nước mặt và tầng nước đáy. Tầng nước mặt nằm gần bề mặt hoặc ở những cột nước mở, cách xa đáy đại dương. Tầng nước đáy nằm gần hoặc trên đáy đại dương. Một tổ chức sống ở tầng nước mặt thì được gọi là sinh vật tầng mặt, ví dụ như cá biển khơi. Tương tự như vậy, một tổ chức sống ở sinh cảnh tầng đáy thì được gọi là sinh vật tầng đáy, ví dụ như cá tầng đáy. Sinh cảnh tầng mặt thực chất dễ thay đổi và phù du, phụ thuộc vào việc dòng hải lưu đang làm gì.
Sinh cảnh đại dương có thể bị những sinh vật sống ở đó làm biến đổi. Một vài sinh vật đại dương như san hô, tảo bẹ, đước và cỏ biển là các kỹ sư hệ sinh thái,  thứ định hình lại các môi trường đại dương tới mức chúng tạo ra thêm sinh cảnh cho các sinh vật khác.

## Hình ảnh

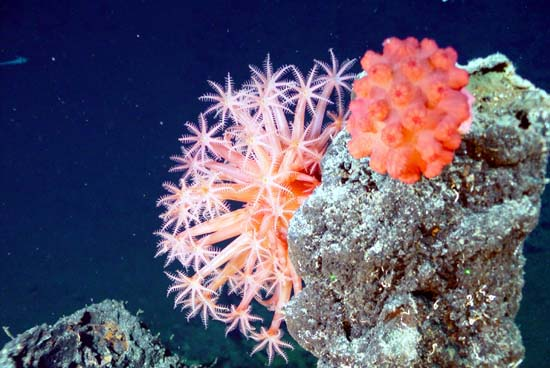
San hô nấm dưới đáy biển phát triển trên một hố phun thủy nhiệt
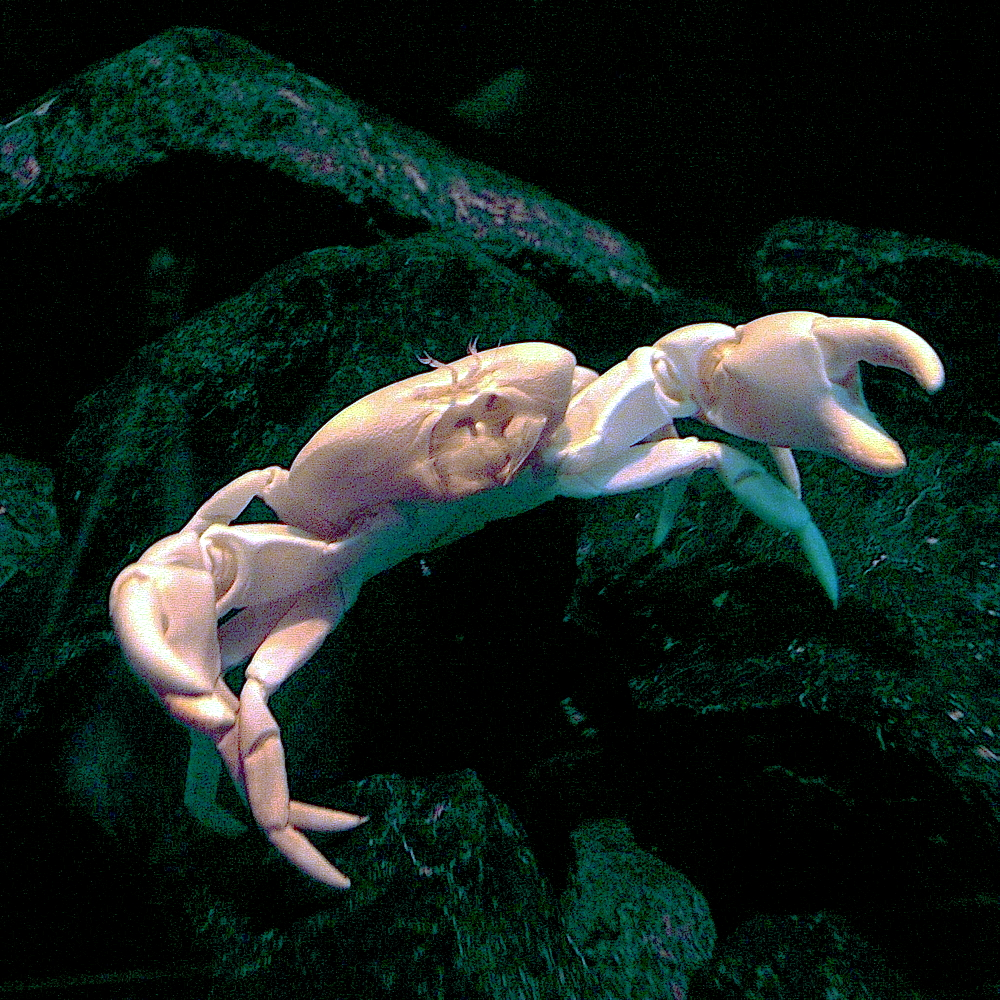
Một con cua đáy biển được tìm thấy trên hố phun thủy nhiệt ở Biển Philippines
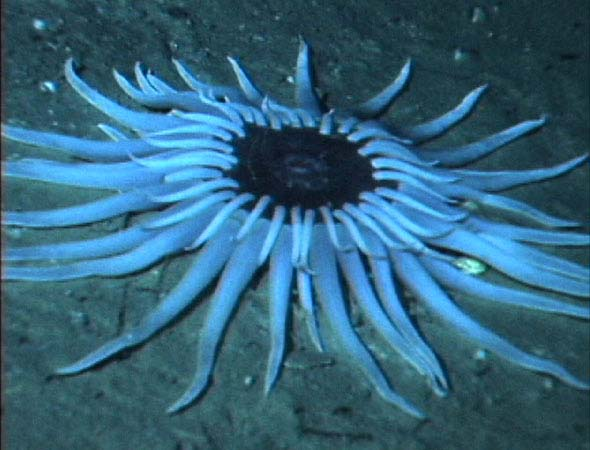
Hải quỳ dưới biển sâu tại Blake Ridge
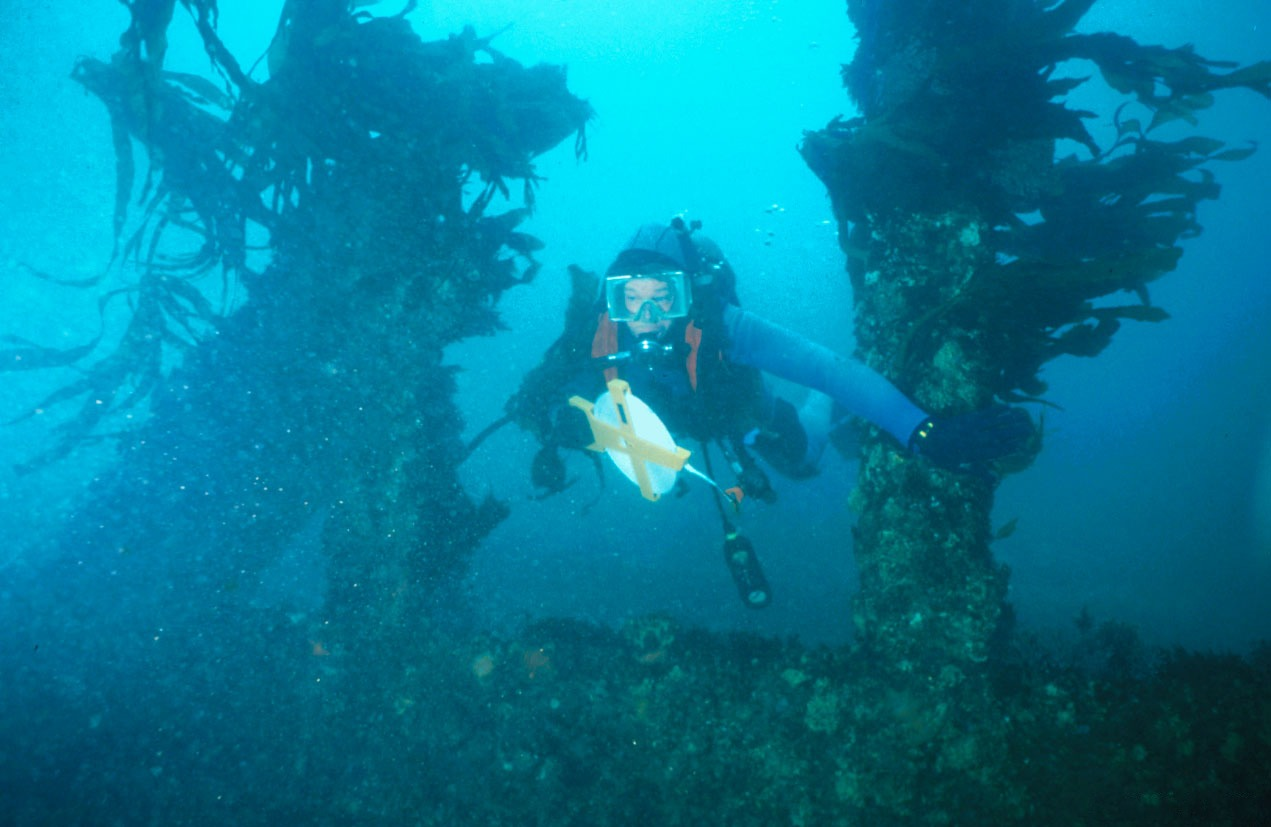
Tàu đắm tạo nên sinh cảnh rạn giả
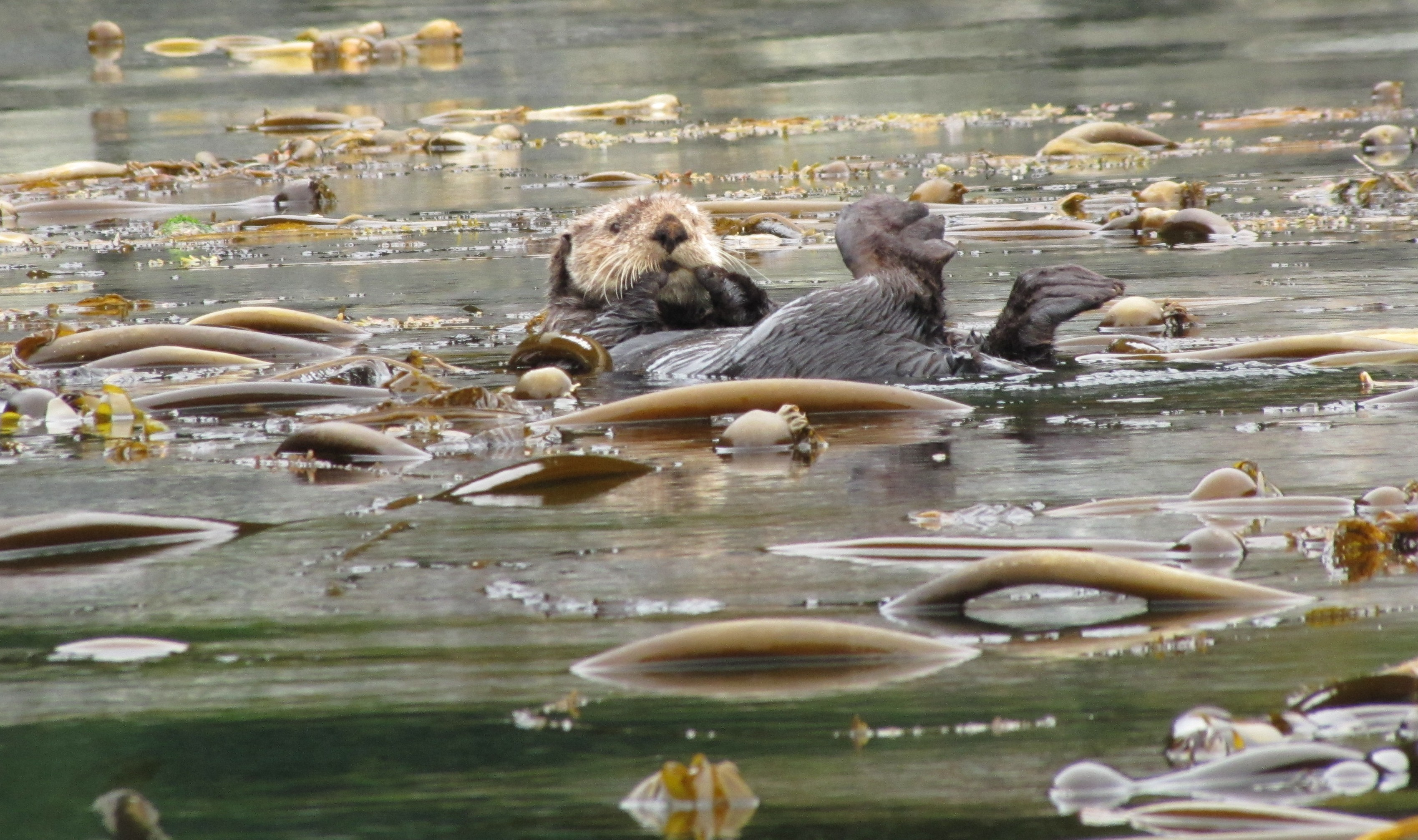
Sự sống đại dương bên trong sinh cảnh rừng tảo bẹ và rạn đá
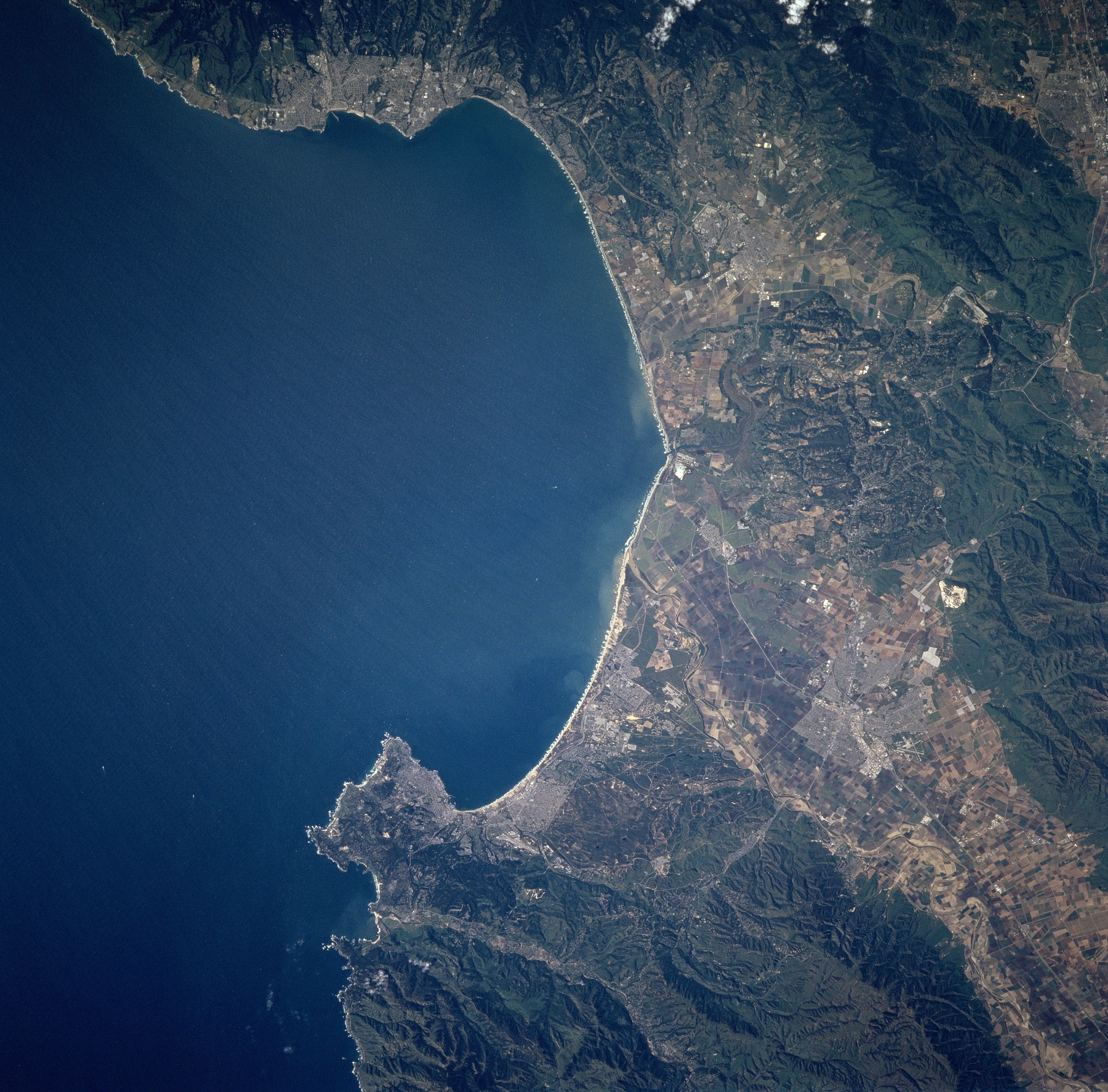
Vịnh Monterey, khu bảo tồn biển lớn nhất nước Mỹ là nhà của nhóm viện nghiên cứu hải dương lớn nhất thế giới
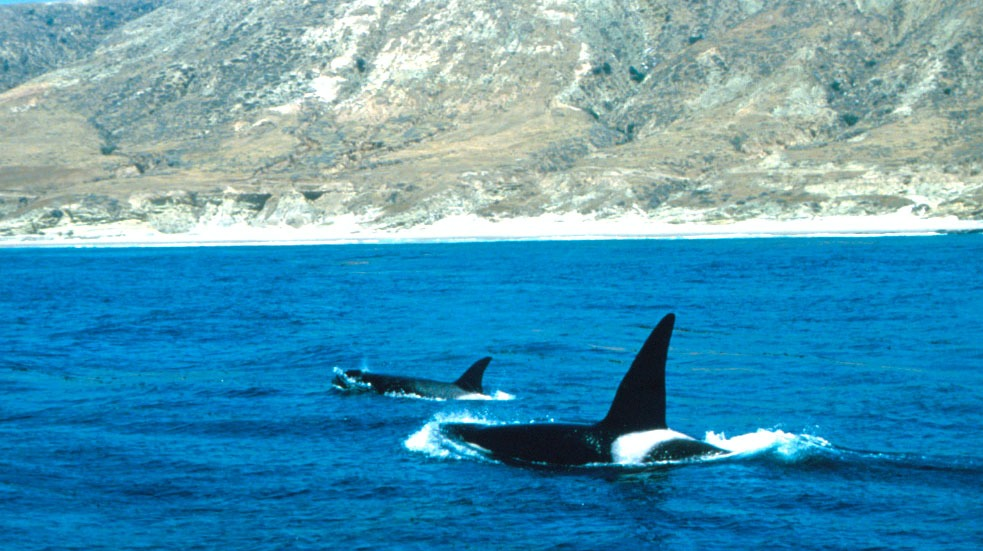
Cá voi sát thủ, động vật săn mồi đầu bảng của biển cả, tuần tra trên nhiều sinh cảnh đại dương khác nhau